# Židovský hřbitov v Bílencích
Židovský hřbitov v Bílencích se nacházel na severním okraji obce Bílence. Založen měl být v roce 1846 a beze zbytku byl zničen během druhé světové války. Náhrobní kameny tehdy byly rozebrány francouzskými zajatci a hřbitov samotný byl rozorán. Od té doby je využíván jako pole. Několik zbytků náhrobků se nachází volně ve křoví u louky severovýchodně od obce, některé jsou použity v zahradách (např. jako okraj kompostoviště).